# Rocca Massima
Rocca Massima település Olaszországban, Lazio régióban, Latina megyében. Lakosainak száma 1064 fő (2023. január 1.). Rocca Massima Artena, Cori, Colleferro és Segni községekkel határos.

## Népesség
A település lakossága az elmúlt években az alábbi módon változott:
| Lakosok száma | 1128 | 1135 | 1064 |
|               | 2017 | 2018 | 2023 |